# Ban Tak (huyện)
Ban Tak (tiếng Thái: บ้านตาก) là một huyện (amphoe) ở phía bắc thuộc tỉnh Tak, miền nam Thái Lan.

## Lịch sử
Khu vực Ban Tak là vị trí cũ của mueang Tak. Đây là một thành phố biên thùy nằm bên bờ tây sông Ping ở Ban Tha Phra That, tambon Ko Taphao. Vua Maha Thammaracha của Ayutthaya đã dời trung tâm Mueang Tak đến vị trí như ngày nay ở tambon Pa Mamuang vào cuối thế kỷ 19.
Trụ sở huyện hiện nay của Ban Tak nằm ở Ban Tak Ok, tambon Tak Ok, bên phía tây của xa lộ Phahonyothin.

## Địa lý
Các huyện giáp ranh (từ phía nam theo chiều kim đồng hồ): Mueang Tak, Mae Ramat, Sam Ngao thuộc tỉnh Tak, Thoen thuộc tỉnh Lampang, Ban Dan Lan Hoi thuộc tỉnh Sukhothai.
Nguồn nước chính của huyện là sông Ping và sông Wang.

## Hành chính
Huyện này được chia thành 7 phó huyện (tambon), các đơn vị này lại được chia ra thành 67 làng (muban). Có hai thị trấn (thesaban tambon) - Ban Tak và Thung Kra Cho. Ban Tak nằm trên một phần của tambon Tak Ok và Tak Tok, và Thung Kracho nằm trên toàn bộ tambon Thung Kracho và một phần của Thong Fa.
| STT. | Tên          | Tên Thái  | Số làng | Dân số |  |
| 1.   | Tak Ok       | ตากออก    | 12      | 10.443 |  |
| 2.   | Samo Khon    | สมอโคน    | 9       | 4.347  |  |
| 3.   | Mae Salit    | แม่สลิด     | 12      | 7.987  |  |
| 4.   | Tak Tok      | ตากตก     | 10      | 5.811  |  |
| 5.   | Ko Taphao    | เกาะตะเภา | 8       | 6.667  |  |
| 6.   | Thung Kracho | ทุ่งกระเชาะ | 9       | 5.771  |  |
| 7.   | Thong Fa     | ท้องฟ้า     | 7       | 5.466  |  |